# Symplocos berteroi
Symplocos berteroi är en tvåhjärtbladig växtart som beskrevs av John Miers. Symplocos berteroi ingår i släktet Symplocos och familjen Symplocaceae. Inga underarter finns listade i Catalogue of Life.